# 名田村
名田村（なだむら）は、和歌山県日高郡にあった村。現在の御坊市名田町各町にあたる。

## 地理
- 海洋：太平洋
- 山岳：池内山、黒岩山、湯上山、高城山、蜂山
- 河川：上野川、楠井川

## 歴史
- 1889年（明治22年）4月1日 - 町村制の施行により、楠井村・上野村・野島村の区域をもって発足。
- 1954年（昭和29年）4月1日 - 御坊町・湯川村・藤田村・野口村・塩屋村と合併して御坊市が発足。同日名田村廃止。

## 交通

### 道路
- 国道42号